# Familia de diván
Familia de diván es una serie de televisión por internet de comedia dramática argentina  original de Flow. La historia sigue a una pareja de co-terapeutas que deciden terminar su matrimonio, pero no su lazo profesional. Está protagonizada por Carola Reyna, Boy Olmi, Inés Efron, Teo D'Elía y Nora Cárpena. La serie se estrenó el 1 de diciembre de 2023.

## Sinopsis
La trama cuenta la vida de Susana y José, un matrimonio que forjó una dupla exitosa como co-terapeutas, sin embargo, ambos toman la decisión de romper con su vínculo sentimental, aunque deciden continuar juntos desde lo profesional enfrentando las críticas de su entorno y lidiando con los problemas que traen sus dos hijos.

## Elenco
- Carola Reyna como Susana «Susi»
- Boy Olmi como José
- Inés Efron como Mara
- Teo D'Elía como Abel
- Nora Cárpena como «La Bobe»
- Eleonora Wexler como Norita
- Martín Seefeld como Mario
- Martín Slipak como Darío
- Cecilia Dopazo como Adriana
- Rubén Stella como Toufik
- Marta Lubos como Kitty
- Héctor Díaz como Claudio
- Diego Reinhold como Natalio
- Laura Cymer
- Fabio Di Tomaso
- Antonio Birabent
- Alexia Moyano como Vera
- Joaquín Garzón como Flavio
- Eugenia Guerty como Esther
- Pablo Alarcón como Arturo
- Jimena Siri como Micaela
- Renzo Gatto como Diego

## Episodios
| N.º | Título                                   | Dirigido por      | Escrito por                                                                    | Fecha de lanzamiento original |
| --- | ---------------------------------------- | ----------------- | ------------------------------------------------------------------------------ | ----------------------------- |
| 1   | «Si no es ahora, ¿cuándo?»               | Alejandro Ciancio | Ariana Saiegh, Cecilia Guerty, Federico Levin, Maximliano Monzón y Laura Seijo | 1 de diciembre de 2023        |
| 2   | «¿Puede volverse la libertad una carga?» | Alejandro Ciancio | Ariana Saiegh, Cecilia Guerty, Federico Levin, Maximliano Monzón y Laura Seijo | 1 de diciembre de 2023        |
| 3   | «Un lapsus lo tiene cualquiera»          | Alejandro Ciancio | Ariana Saiegh, Cecilia Guerty, Federico Levin, Maximliano Monzón y Laura Seijo | 1 de diciembre de 2023        |
| 4   | «El retorno de lo reprimido»             | Alejandro Ciancio | Ariana Saiegh, Cecilia Guerty, Federico Levin, Maximliano Monzón y Laura Seijo | 1 de diciembre de 2023        |
| 5   | «La fantástica idea de la Casa Nido»     | Alejandro Ciancio | Ariana Saiegh, Cecilia Guerty, Federico Levin, Maximliano Monzón y Laura Seijo | 1 de diciembre de 2023        |
| 6   | «El fracaso de un desliz amoroso»        | Alejandro Ciancio | Ariana Saiegh, Cecilia Guerty, Federico Levin, Maximliano Monzón y Laura Seijo | 1 de diciembre de 2023        |
| 7   | «Algo somos»                             | Alejandro Ciancio | Ariana Saiegh, Cecilia Guerty, Federico Levin, Maximliano Monzón y Laura Seijo | 1 de diciembre de 2023        |
| 8   | «Un dúo único»                           | Alejandro Ciancio | Ariana Saiegh, Cecilia Guerty, Federico Levin, Maximliano Monzón y Laura Seijo | 1 de diciembre de 2023        |

## Producción
La serie fue creada por Ariana Saiegh y Gonzalo Arias; y fue producida por Tronito y GM Comunicación para la plataforma de video bajo demanda argentina Flow. Familia de diván inició su rodaje en septiembre del 2023 bajo la dirección de Alejandro Ciancio. Los guiones estuvieron bajo la responsabilidad de Ariana Saiegh, quien también fue showrunner del proyecto. El equipo de guionistas estuvo integrado por Cecilia Guerty, Federico Levin, Maximlliano Monzon y Laura Seijo, teniendo la asesoría durante todo el proceso de Julia Scarone. 

## Premios y nominaciones
| Lista de premios y nominaciones | Lista de premios y nominaciones | Lista de premios y nominaciones                                  | Lista de premios y nominaciones | Lista de premios y nominaciones | Lista de premios y nominaciones |
| Año                             | Organización                    | Categoría                                                        | Nominado/a(s)                   | Resultado                       | Ref(s)                          |
| ------------------------------- | ------------------------------- | ---------------------------------------------------------------- | ------------------------------- | ------------------------------- | ------------------------------- |
| 2024                            | Premios Martín Fierro           | Mejor ficción                                                    | Familia de diván                | Ganadora                        | [ 7 ] [ 8 ]                     |
| 2024                            | Premios Martín Fierro           | Mejor actriz protagonista de ficción                             | Carola Reyna                    | Nominada                        | [ 7 ] [ 8 ]                     |
| 2024                            | Premios Martín Fierro           | Mejor actriz de reparto                                          | Nora Cárpena                    | Nominada                        | [ 7 ] [ 8 ]                     |
| 2024                            | Premios Produ                   | Mejor serie de comedia dramática                                 | Familia de diván                | Nominado                        | [ 9 ]                           |
| 2024                            | Premios Produ                   | Mejor actriz principal - Serie y miniserie de comedia dramática  | Carola Reyna                    | Nominada                        | [ 9 ]                           |
| 2024                            | Premios Produ                   | Mejor actor principal - Serie y miniserie de comedia dramática   | Boy Olmi                        | Nominado                        | [ 9 ]                           |
| 2024                            | Premios Produ                   | Mejor actriz de reparto - Serie y miniserie de comedia dramática | Nora Cárpena                    | Nominada                        | [ 9 ]                           |
| 2024                            | Premios Produ                   | Mejor dirección - Serie y miniserie de comedia dramática         | Alejandro Ciancio               | Nominado                        | [ 9 ]                           |
| 2024                            | Premios Produ                   | Mejor showruuner                                                 | Ariana Saiegh                   | Nominado                        | [ 9 ]                           |
| 2024                            | Premios Produ                   | Mejor dirección de arte                                          | Augusto Latorraca               | Nominado                        | [ 9 ]                           |
| 2024                            | Premios Produ                   | Mejor promoción, imagen y/o campaña lanzamiento de contenido     | Familia de diván                | Nominado                        | [ 9 ]                           |
| 2025                            | Cinema Jove                     | Eficiencia de producción                                         | Familia de diván                | Ganador                         | [ 10 ]                          |
| 2025                            | Cinema Jove                     | Premio del público a la mejor serie                              | Familia de diván                | Ganador                         | [ 10 ]                          |